# Violeta Alexandru
Victoria Violeta Alexandru (n. 11 noiembrie 1975, Zimnicea, Teleorman, România) a fost ministrul Muncii și Protecției Sociale începând cu 4 noiembrie 2019, în ambele guverne Ludovic Orban. 

## Biografie
Victoria Alexandru a absolvit Universitatea din București. Ulterior a studiat la Școala Națională de Studii Politice și Administrative. Între 1994 și 1997 a lucrat ca coordonatoare la ONG-ul Asociación Pro Democracia (APD). Din 1997 până în 1999, a lucrat în administrația prezidențială, unde s-a ocupat de problemele diasporei românești. În 1999, s-a întors la APD ca director executiv până în 2001, fiind membru fondator alInstitutul pentru Politici Publice, unde a deținut funcția de director. A mai deținut funcția de ministru delegat pentru dialog social în perioada 17 noiembrie 2015 – 4 ianuarie 2017, în guvernul Dacian Cioloș. Mai târziu s-a implicat în activități politice în cadrul Partidului Național Liberal. În noiembrie 2019, a devenit ministru al muncii și protecției sociale în guvernul de atunci al lui Ludovic Orban.